# Married to the Blob
«Married to the Blob» (укр. «Одружена з краплиною») — десята серія двадцять п'ятого сезону мультсеріалу «Сімпсони», прем'єра якої відбулась 12 січня 2014 року у США на телеканалі «Fox».

## Сюжет
Гомер, Барт і Мілгаус стоять у черзі до магазину коміксів, щоб купити перший випуск перезапуску «Радіоактивного». Під час продажу продавець коміксів (Джефф Альбертсон) дізнається, що його конкурент Майло (власник магазину коміксів «Coolsville») нещодавно одружився.
Раптово уявний Стен Лі каже продавцю, що у нього таки ще є шанс не бути самотнім. Японська дівчина на ім'я Куміко Накомуро входить у магазин. Вона подорожує найжалюгіднішими містами Америки для своєї автобіографічної манґи. Продавець запрошує її на побачення, і дівчина погоджується.
Потім Альбертсон просить Гомера поради щодо побачень, оскільки той — єдиний товстун, одружений з привабливою жінкою. Під час побачення Мардж радить Джеффу не бути самим собою, хоча Куміко насправді подобається справжня особистість хлопця. Продавець коміксів продовжує зустрічатися з Куміко, і обоє вирішують жити разом.
Несучи подарунок для пари, перед магазином Гомер зустрічає батька Куміко. Гомер розповідає йому про те, що хлопець його доньки — жирний задрот. Це спонукає пана Накомуро зупинити стосунки і забрати Куміко.
Мардж говорить Гомеру все виправити, тому Гомер веде пана Накамуру до японського бару. Вони обидва п'ють Хабушу, зміїне рисове вино, після чого п'яні плентаються додому. Дорогою (в галюцинаціях) місто перетворюється на країну чудес. Пан Накамура розуміє, що, заборонивши стосунки, він зіпсував життя Куміко.
Джефф Альбертсон намагається вразити пана Накамуру, влаштовуючись на справжню роботу, використавши його досі не згадуваний диплом хіміка. Однак, пан Накамура каже, що це не потрібно, оскільки продавець коміксів подобається йому і Куміко таким, яким він є. Врешті-решт, у магазині коміксів Стен Лі вінчає продавця коміксів і Куміко Накамуро.

## Виробництво
Спочатку серія повинна називатися «The Fat and the Furious: Tokyo Drift» (укр. «Товстий та лютий: Токійський дрифт»), проте її було перейменовано на «Married to the Blob».
Напис на дошці під час прем'єрного показу «Judas Priest is not „death metal“» (англ. ««Judas Priest» — це не дез-метал») є вибаченням серіалу за те, що у попередній серії гурт «Judas Priest» представили як виконавців дез-металу, хоча насправді він виконує хеві-метал. Хоча сама група ніяк це не прокоментувала, однак фанати у соцмережах вказали на помилку сценаристів «Сімпсонів».

## Цікаві факти і культурні відсилання
- Назва серії ідентична назві сегменту у «Treehouse of Horror XVII» і, своєю чергою є відсиланням до комедії 1988 року «Married to the Mob» (укр. «Одружена з мафією»).
- Галюцинації, в яких зображено Спрінґфілд як країну чудес є даниною Хаяо Міядзакі й аніме «Studio Ghibli», зокрема мультфільмам «Віднесені привидами», «Мій сусід Тоторо», «Рибка Поньо на кручі», «Принцеса Мононоке», «Мандрівний замок», «Служба доставки Кікі, юної відьми» і «Порко Россо»[3]

## Ставлення критиків і глядачів
Під час прем'єри серію переглянули 4,83 млн осіб з рейтингом 2.2, що зробило її другим найпопулярнішим шоу на каналі «Fox» тієї ночі, після «Сім'янина».
Денніс Перкінс з «The A.V. Club» дав серії оцінку B-, сказавши, що «завжди бачиш перспективу, коли шоу вдається до чогось нового, навіть якщо результати, врешті решт, доводять, що не всі експерименти вдаються». Також він зауважив, що «фінал був зворушливим прикладом переосмислення крилатої фрази [продавця коміксів — „Worst episode ever“ (укр. «Найгірша серія»)]».
Тоні Сокол з «Den of Geek» дав серії три з половиною з п'яти зірок, сказавши: «Якщо ви хочете знати, чи це хороша серія, я відповів би рішуче: ніби-то. Багато епізодів „Сімпсонів“, які зосереджуються на другорядних персонажах, не такі чіткі, як той, що фокусується на сім'ї, але „Married to the Blob“ страждає лише через те, що є посереднім в особливо хорошому сезоні».
Тереза Лопес з «TV Fanatic» дала серії три з п'яти зірок, сказавши, що їй «сподобалися всі комічні, науково-фантастичні та різні відсилання до поп-культури». Також вона похвалила участь запрошених зірок, «милу і розважальну» історію манґи Куміко, а також «галюцинації були чудово анімованою даниною пам'яті режисера аніме Хаяо Міядзакі».
У січні 2015 року серію було номіновано на премію «Енні» в категорії «Найкраще розкадрування анімаційної програми». Також сценариста серії Тіма Лонга номіновано в категорії «Найкращий сценарій анімаційної програми».
Згідно з голосуванням на сайті The NoHomers Club більшість фанатів оцінили серію на 3/5 із середньою оцінкою 2,71/5.